# Coudekerque-Branche
Coudekerque-Branche é uma comuna francesa na região administrativa de Altos da França, no departamento do Norte. Estende-se por uma área de 9.14 km². Em 2010 a comuna tinha 21 219 habitantes (densidade: 2 321,6 hab./km²).